# Sebastian Dehmer
Sebastian Dehmer (* 14. Februar 1982 in Darmstadt) ist ein ehemaliger deutscher Triathlet, der heute als Unternehmer tätig ist. Als Mitglied der DTU-Nationalmannschaft Triathlon war er Olympiateilnehmer (2004), Weltmeister (Junioren 2001, U23 2004) und Deutscher Meister im olympischen Triathlon (2005).

## Werdegang
Sebastian Dehmer startete 1998 bei seinem ersten Triathlon. In diesem Jahr war er sportlich im hessischen Landeskader Wasserball, Schwimmen und Triathlon. Nach seinem Abitur im Jahre 2000 wechselte er zur Sportfördergruppe der Bundeswehr nach Mainz, wo er als Sportsoldat tätig war.
Sebastian Dehmer war mit 22 Jahren einer der jüngsten Teilnehmer im Starterfeld des Triathlon bei den Olympischen Spielen 2004 in Athen und belegte dort den 26. Rang. 2005 wurde er in Potsdam erstmals jüngster Deutscher Meister auf der Triathlon-Kurzdistanz. Er vertrat die Deutsche Triathlon Union (DTU) bei internationalen Ereignissen, startete vorwiegend über die olympische Distanz (1,5 km Schwimmen, 40 km Radfahren und 10 km Laufen) und war Mitglied der Deutschen Triathlon-Nationalmannschaft.
2007 wurde Dehmer in Kopenhagen im Team mit dem Ravensburger Daniel Unger und dem Potsdamer Franz Löschke Europameister in der Mannschaftswertung. Er startete für das Team TuS Griesheim und DSW12 Darmstadt.
In der Folge musste er sich aber aus gesundheitlichen Gründen vom Profisport zurückziehen.
Dehmer studierte Gestaltung an der Hochschule Darmstadt und war Inhaber sowie Geschäftsführer einer Kindermodefirma.
Für 2010 kündigte Sebastian Dehmer ein Comeback auf der olympischen Distanz an und sein Ziel war ein Start bei den Olympischen Spielen 2012. Er zog sich 2012 dann aber endgültig aus dem Profi-Renngeschehen zurück und war bis 2016 als Rennveranstalter tätig. Er lebt in Frankfurt am Main und ist als Unternehmensberater in seiner eigenen Firma tätig. Sebastian Dehmer hat zwei Söhne und eine Tochter. Er engagiert sich bei den Lions Clubs International.

## Auszeichnungen
- Für vorbildliche Talentführung die Auszeichnung „Grünes Band“ im Jahr 2000 mit dem TuS Griesheim.
- Bei der Wahl zum Junior Sportler des Jahres 2001 belegte er den dritten Rang.
- 2004 wurde er vom Land Hessen zum „Newcomer des Jahres“ gewählt und löste damit Fabian Hambüchen ab.

## Sportliche Erfolge
| Datum/Jahr    | Rang | Wettbewerb                                                 | Austragungsort | Zeit        | Bemerkung |
| ------------- | ---- | ---------------------------------------------------------- | -------------- | ----------- | --- |
| 29. Juni 2007 | 16   | ETU Short Distance Triathlon European Championships        | Kopenhagen     | 01:53:37    | Sebastian Dehmer wird Europameister in der Mannschaftswertung auf der olympischen Distanz (1,5 km Schwimmen, 40 km Radfahren und 10 km Laufen). |
| 3. Juni 2007  | 9    | ITU Triathlon World Cup                                    | Madrid         | 01:56:42    | gelungene Qualifikation zur EM in Kopenhagen |
| 15. Juli 2006 | 2    | Alpen-Triathlon                                            | Schliersee     | 02:03:22    | Deutsche Triathlon-Meisterschaft |
| 2. Sep. 2006  | 46   | ITU Short Distance Triathlon World Championships           | Lausanne       | 01:58:44    | Triathlon-Weltmeisterschaft auf der olympischen Distanz                                                                                         |
| 18. Juni 2005 | 1    | DTU Deutsche Triathlon-Meisterschaft                       | Potsdam        |             | |
| 26. Aug. 2004 | 26   | Olympische Spiele 2004                                     | Athen          | 01:57:02,88 | |
| 9. Mai 2004   | 1    | ITU Short Distance Triathlon World Championship U23        | Madeira        | 01:43:59    | U23-Triathlon-Weltmeister |
| 6. Dez. 2003  | 4    | ITU Short Distance Triathlon World Championship Junior Men | Queenstown     | 01:59:59    | |
| 22. Juli 2001 | 1    | ITU Short Distance Triathlon World Championship Junior Men | Edmonton       | 01:51:22    | Junioren-Weltmeisterschaften |
| 13. Aug. 2000 | 1    | DTU Deutsche Meisterschaft Triathlon Junioren              | Bornhöved      |             | Deutscher Junioren-Meister Triathlon |

| Datum/Jahr | Rang | Wettbewerb                    | Austragungsort | Zeit  | Bemerkung                   |
| ---------- | ---- | ----------------------------- | -------------- | ----- | --------------------------- |
| 2009       | 1    | 15. Griesheimer Silvesterlauf | Griesheim      | 31:41 | erster Start nach der Pause |

(DNF – Did Not Finish)